# T'as pas 100 balles ?
Pour plus de détails, voir Fiche technique et Distribution.
T'as pas 100 balles ? (Brother, Can You Spare a Dime ?) est un film collage documentaire britannique réalisé par Philippe Mora en 1975, constitué en partie d’images d’archives et traitant de la Grande Dépression.

## Distribution (partielle)
Parmi les personnes visibles dans le film se trouvent Fred Astaire, Warner Baxter, Jack Benny, Busby Berkeley, Willie Best, Humphrey Bogart, James Cagney, Cab Calloway, Eddie Cantor, Hobart Cavanaugh, George Chandler, Charlie Chaplin, Winston Churchill, Betty Compson, Gary Cooper, Bing Crosby, Frankie Darro, Cecil B. DeMille, Marlene Dietrich, John Dillinger, Walt Disney, James Dunn, Cliff Edwards, Dwight D. Eisenhower, Wild Bill Elliott, Madge Evans, Shirley Temple, Stepin Fetchit, Dick Foran, Gerald Ford, Clark Gable, Benny Goodman, Cary Grant, Woody Guthrie, Gabby Hayes, Billie Holiday et Herbert Hoover.